# Ceromya laboriosa
Ceromya laboriosa är en tvåvingeart som först beskrevs av Louis-Paul Mesnil 1957. Ceromya laboriosa ingår i släktet Ceromya och familjen parasitflugor.
Artens utbredningsområde är Myanmar. Inga underarter finns listade i Catalogue of Life.